# هوشیار انصاری فر
هوشیار انصاری‌فر نویسنده، شاعر، مترجم و منتقد ادبی در سال ۱۳۵۱ از خانواده‌ای اصالتاً اصفهانی، در تهران متولد شد.او که تحصیل‌کردهٔ مدرسه‌ای بین‌المللی در تهران است.
هرچند تا امروز مجموعه شعری از او منتشر نشده است، اما بسیاری از منتقدان و اهالی جدی شعر با استناد به انتشار چند شعر 
اغلب بلندش در مطبوعات، او را یكی از شاعران مهم نسل اوایل دهه ی پنجاه میدانند.
وی علاوه بر نگارش و ترجمه و سرودن شعر، به روزنامه‌نگاری هم اشتغال دارد.
او از اعضای کارگاه شعر رضابراهنی است که در سالهای پایانی دهه ۶۰ و اوایل دهه ۷۰ در زیرزمین منزل دکتر براهنی برگزار میشد و جمعی از نویسندگان، شاعران و منتقدان ادبی را تربیت نمود. 
از مقالات منتشرشده‌ی هوشیار انصاری‌فر در زمینه‌ی ادبیات و هنر می‌توان به «مقدمه‌ای بر شعر آینده‌ی فارسی»، «معنای ما، معنای ربع‌پرده وزیری» و «ملاحظاتی درباره‌ی اردیبهشت» اشاره داشت. 
ترجمه‌ی کتاب «صید قزل‌آلا در آمریکا» اثر ریچارد براتیگان هم از آثار مشهور اوست که خوانندگان فراوانی را با نثر براتیگان آشنا کرده است. انصاری‌فر که تجربه‌ی داوری چندین دوره جشنواره ادبی و برگزاری نشست و کارگاه‌های متعدد را در کارنامه‌ خود دارد، از شاعران و نظریه‌پردازان مهم شعر امروز دانسته می‌شود. 